# Aleksander Treter
Aleksander Stanisław z Łoń Treter herbu Szreniawa bez krzyża (zm. 1855) – właściciel ziemski.

## Życiorys
Aleksander Stanisław z Łoń Treter wywodził się z rodziny nobilitowanej w Polsce 1669 i używającej herbu własnego. Jego przodkiem był kanonik Tomasz Treter. Był wnukiem Mikołaja (zm. 1775) oraz synem Baltazara (major gwardii litewskiej, zm. 1819) i Salomei z domu Gniewczyńskiej. Miał brata Wiktoryna.
Był członkiem Stanów Galicyjskich. Do końca życia był właścicielem dóbr Łonie.
Był żonaty z Konstancją z domu Łodyńską herbu Sas. Mieli syna Hilarego (1825-1892).
Zmarł w 1855. Po jego śmierci dobra w Łoniu objęli jego spadkobiercy.